# Clément Marienval
Pas d'image ? Cliquez ici

a Compétitions nationales et continentales officielles uniquement.

b Matchs officiels uniquement.
Clément Marienval, né le 10 juillet 1985 à Paris, est un joueur français de rugby à XV évoluant au poste de centre.

## Biographie
Formé au CA Bordeaux Bègles, Clément Marienval a évolué de nombreuses saisons au plus haut niveau. Après ses premières expériences professionnelles sous le maillot de Brive, c’est à Lyon qu’il se révèle durant trois saisons.
Lorsqu'il entre[Quand ?] au centre de formation[Où ?], il s'intègre dans le double projet proposé par la fédération : il développe ses qualités rugbystiques tout en suivant des études STAPS. Il valide sa deuxième année STAPS mais, il signe également, son premier contrat pro au Lyon OU et décide, dès lors, d'interrompre ses études pour se consacrer totalement au rugby. À 25 ans, il reprend les formations et passe tour à tour, le diplôme de coach sportif puis celui de sophrologue.
Le RC Toulon, qui cherche à se renforcer pour le Top 14, le recrute en 2009 pour deux ans ; il y redécouvre le Top 14 et joue pour la première fois en H Cup. Non conservé par le RC Toulon, il signe au Castres olympique en février 2011, qui revient finalement sur sa décision. Clément Marienval obtient gain de cause aux prud'hommes en 2015 et est dédommagé par le club à hauteur de 212 712 euros.
Il revient en 2011 au CA Brive. Ne disposant pas d’autant de temps de jeu qu’il le souhaitait à Brive, il arrive au Stade rochelais en cours de saison, en mars 2012.
Il sera rochelais jusqu'en 2014 où il participera notamment à la finale d'accession au Top 14. À l'intersaison, il rejoint le Biarritz olympique en Pro D2. À la suite de nombreuses blessures aux poignets, il décide en 2015 de prendre sa retraite sportive. Il devient ensuite agent sportif[réf. nécessaire].
Il est en couple avec la journaliste sportive et podcasteuse Clémentine Sarlat depuis 2014. Le couple a eu trois filles.

## Palmarès
- Vainqueur de la finale d'accession au Top 14 en 2014
- Finaliste du Challenge européen en 2010